# أحمد بن إبراهيم بن سبط ابن العجمي
أبو ذر موفق الدين أحمد بن إبراهيم بن محمد بن خليل الحلبي الشافعي (818 هـ - 884 هـ) ويعرف أيضاً بسبط ابن العجمي كوالده برهان الدين الحلبي. أحد علماء أهل السنة والجماعة.
مؤرخ، أصله من طرابلس الشام، ومولده بحلب اختلط قليلا في أواخر أيامه وعمي، ثم عوفي ورجع إليه بصره. ولد في ليلة الجمعة تاسع صفر سنة 818 هـ. وقد نهل من مختلف العلوم والفنون كالفقه والحديث والأدب والتاريخ وصنف في كل منها مما أهله ليكون قاضياً، فشيخاً للشيوخ. قال السيوطي: «سمع وكتب، وجمع مجاميع، وتولع بنظم الفنون حتى برع في الأدب، وصار بأخذه هو المشار إليه في الحديث بحلب... مات في ذي القعدة سنة أربع وثمانين وثمانمائة.»

## شيوخه وتلاميذه
- شيوخه ومن روى عنهم:[2] أخذ العلم عن أبيه وعن مشايخ عصره وأعلام زمانه، منهم: إبراهيم بن محمد بن خليل الطرابلسي، ابن حجر العسقلاني، العلاء بن خطيب الناصرية، ابن طحان، عائشة ابنة ابن الشرائحي، عبد الرحمن بن أبي بكر بن داود الشامي، الشمس الملطي، ابن الفخر المصري، ابن فهد، سراج الدين الحمصي وغيرهم.

- تلاميذه ومن روى عنه:[2] تتلمذ على يديه كثير من أبناء عصره منهم: إبراهيم بن أحمد الكردي القصري، شهاب الدين أحمد بن أحمد الحاضري، الشيخ أبو بكر بن محمد الحيشي، عبد الرزاق بن محمد الحسن الكيلاني وغيرهم.

## مؤلفاته
- كنوز الذهب في تاريخ حلب.
- التوضيح لمبهمات الجامع الصحيح.
- قرة العين في فضل الشيخين والصهرين والسبطين.
- التوضيح للأوهام الواقعة في الصحيح.
- تنبيه المعلم بمبهمات صحيح مسلم.
- مصابيح الجامع الصحيح.
- كتاب مختصر الكواكب الدراري في شرح صحيح البخاري: أصل مادة الكتاب هو جمع لفوائد شرح الكواكب الدراري للكرماني.[4]